# César Raúl Ojeda Zubieta
César Raúl Ojeda Zubieta (Jonuta, Tabasco, 20 de julio de 1952) es un político mexicano, miembro del Movimiento Regeneración Nacional.
Fue candidato del PRD a Gobernador de Tabasco en tres ocasiones. 
Entre 2013 y 2016 fungió  como Secretario de Gobierno de Tabasco.
Es licenciado en Ciencias Políticas por la UNAM, comenzó su carrera política dentro del PRI que lo postuló como candidato a diputado federal por el I Distrito de Tabasco a la LVI Legislatura en 1994, cargo para el que fue elegido, posteriormente se unió al PRD apoyando desde entonces al Lic. Andrés Manuel López Obrador en sus aspiraciones políticas.

## Candidato a Gobernador de Tabasco
En 2000 el PRD lo postuló como su candidato a la gubernatura, luego de su renuncia al PRI y de que a quien se suponía seguro candidato del PRD a la gubernatura, Andrés Manuel López Obrador, decidiera competir por la Jefatura de Gobierno del Distrito Federal. 
En estas elecciones se enfrentó por primera vez al candidato del PRI, Manuel Andrade Díaz, quien resultó triunfador, sin embargo el Tribunal Electoral del Poder Judicial de la Federación anuló la elección al considerar que el gobierno estatal encabezado por Roberto Madrazo Pintado había favorecido ilegalmente a Andrade.
En la elección extraordinaria de 2001, Ojeda fue nuevamente derrotado, aunque volvió a acusar al candidato del PRI de fraude.
Ocupó un escaño como senador por Tabasco desde 2000 a 2006 y ese mismo año es nuevamente candidato del PRD a gobernador en las Elecciones de 2006.
De acuerdo a resultados del Instituto Electoral del Estado de Tabasco, no resultó vencedor de este proceso electoral, sin embargo, se inconformó de los resultados de la elección ante el Tribunal Electoral del Poder Judicial de la Federación, que el 27 de diciembre de 2006 emitió su resolución, declarando nulas 7 casillas, pero ratificando el triunfo de Andrés Granier Melo, al declarar que la Coalición Por el Bien de Todos no logró demostrar las irregularidades que había denunciado.

## Vida Política
Mantuvo su carrera política hasta su retiro en 2016, sin embargo, retomó su actividad política en 2021 ocupando desde entonces diversos cargos en el Movimiento Regeneración Nacional, tales como Delegado del Comité Ejecutivo Nacional en funciones de presidente en el Estado de Morelos, y posteriormente como Presidente del Consejo Político Estatal de Tabasco.